# Stadion Centralny Kalevi
Stadion Centralny Kalevi (est. Kalevi Keskstaadion) – wielofunkcyjny stadion sportowy, znajdujący się w stolicy Estonii, Tallinnie. Swoje mecze domowe rozgrywa na nim drużyna piłkarska Tallinna Kalev. Stadion może pomieścić 11 500 widzów.

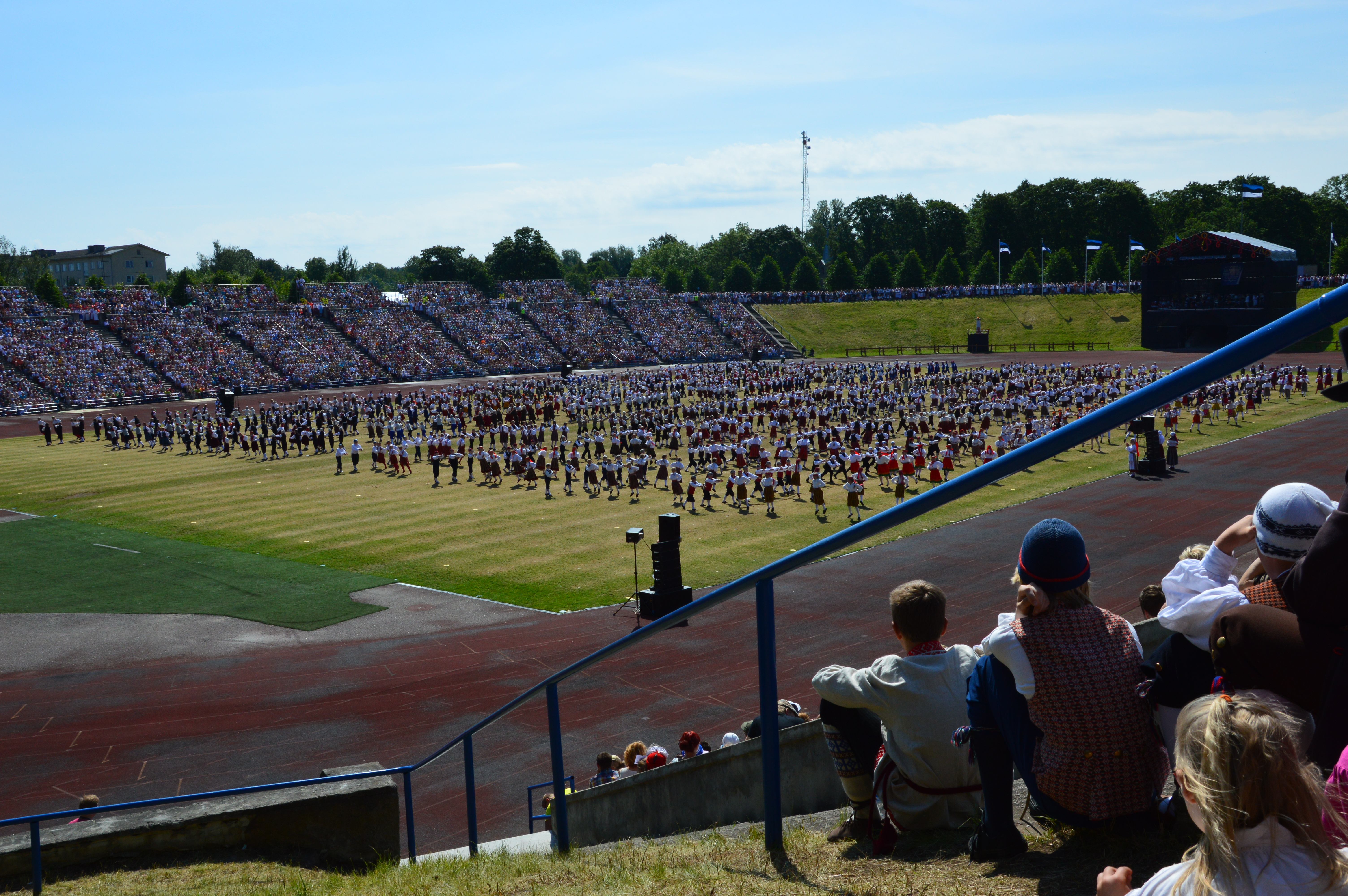
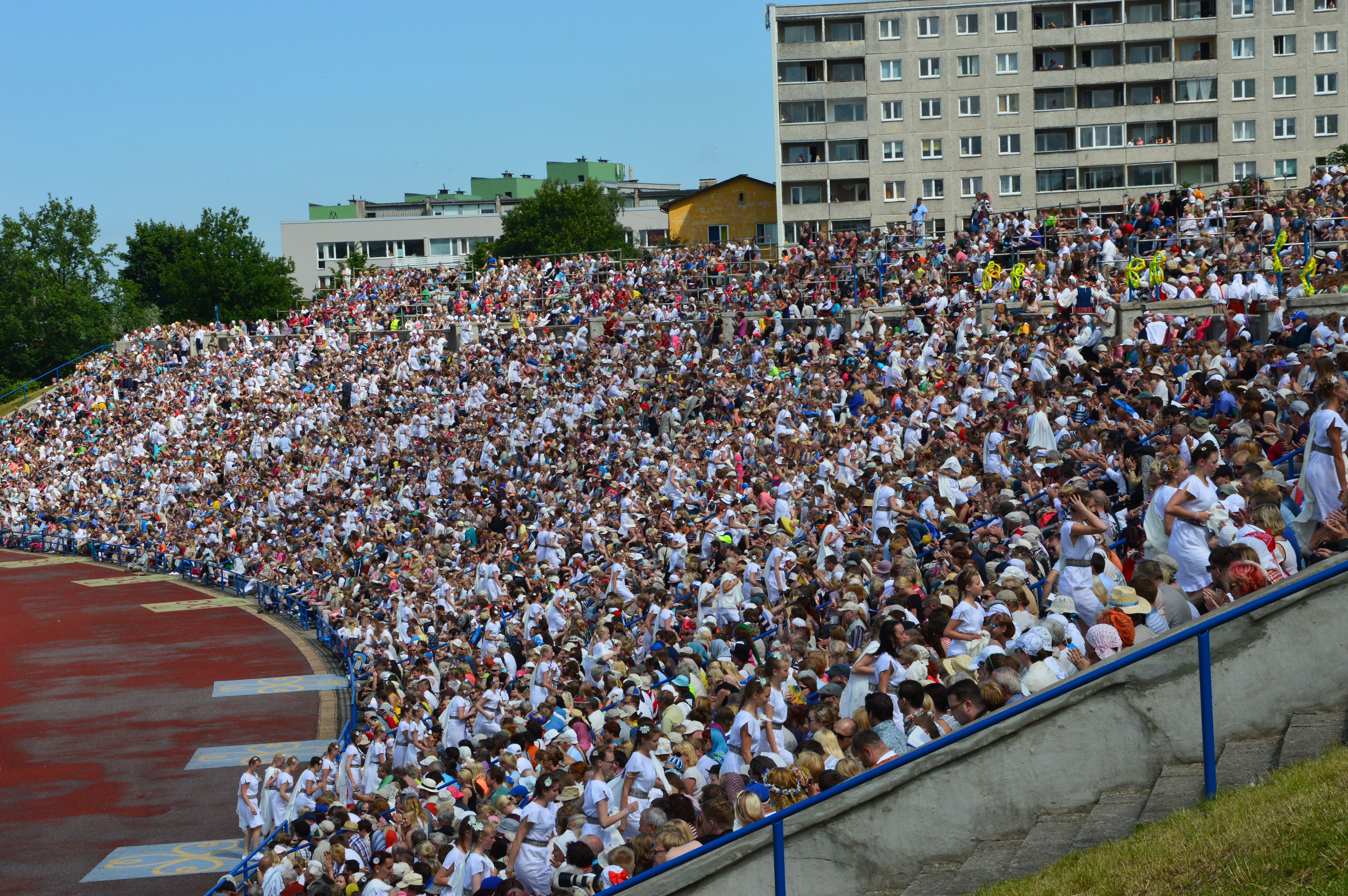
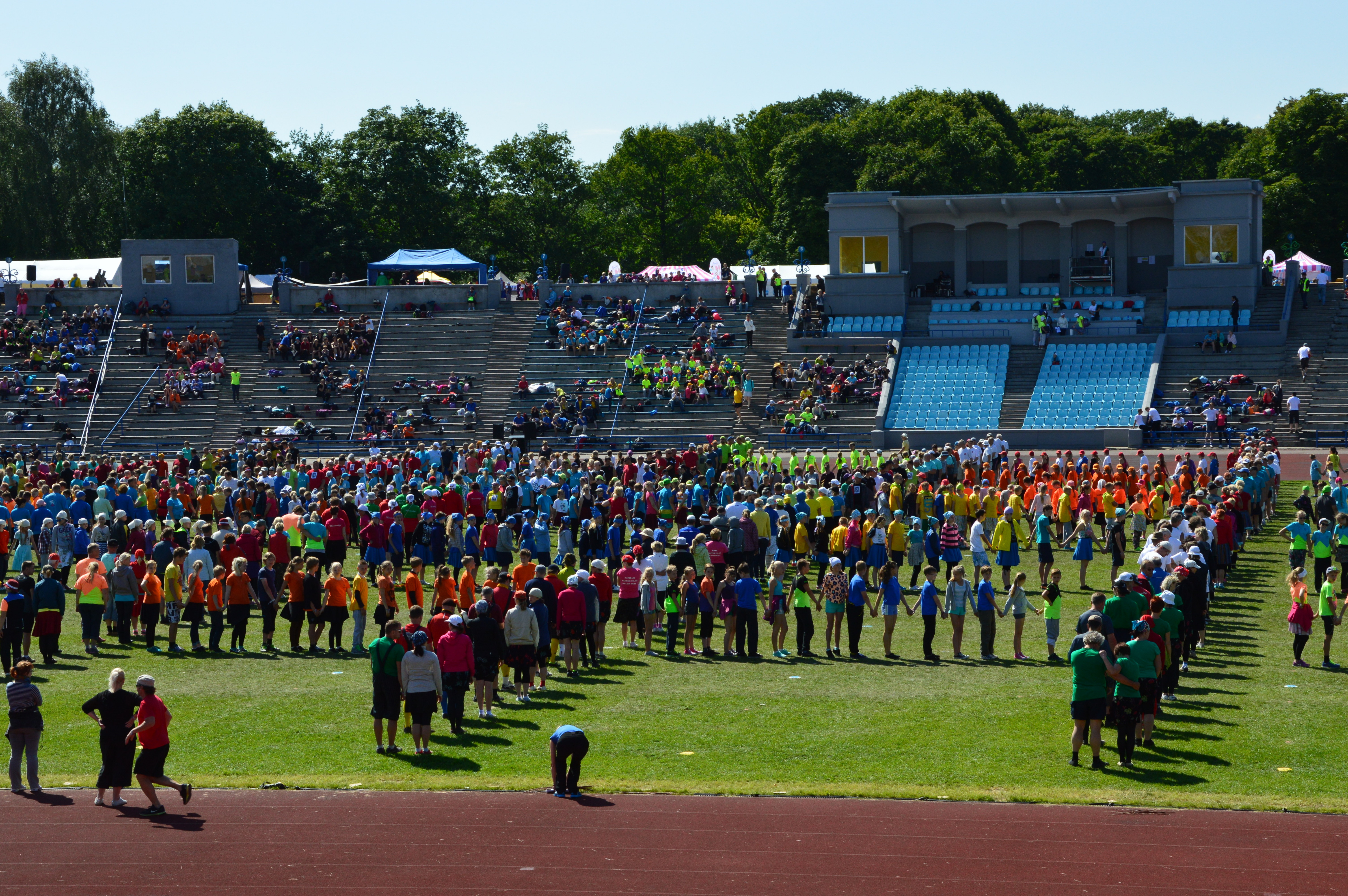